# Tragtbryst
Pectus excavatum eller tragtbryst (fra latin: pectus, bryst) er en medfødt vækstforstyrrelse. Væksten af knogler og brusk i forreste brystvæg er unormal og omfatter 4-5 ribben på begge sider af brystbenet. Hovedsageligt findes forstyrrelsen i bruskdelen, der skaber en deformitet på brystvæggen, som resulterer i at flere ribben og brystbenet vokser irregulært eller unormalt. Oftest påvirkes den nederste tredjedel af den forreste brystvæg, resulterende i en bugt. Man oplever oftere tragtbryst hos drenge end hos piger med 3:1 forhold. Der er ikke fundet en genetisk sammenhæng, men der er set op til 35% øget forekomst af tragtbryst i familien.

## Symptomer
Symptomer på tragtbryst er først og fremmest en bugt i brystkassen, som allerede kan ses ved fødslen og i over 90% af tilfældene stilles diagnosen indenfor barnets første leveår. Ved sværere tilfælde ser man følgende symptomer:
- Hjertebanken
- Kortåndethed (åndedrætsbesvær)
- Smerter i bryst og/ eller ryg
- Skoliose

I nogle tilfælde kan tragtbrystet trykke mod højre hjertekammer og studier har vist at hjertets slagvolumen kan være reduceret, i siddende eller stående stilling. Bemærkelsesværdigt er det, at mange har en flad eller til dels fremoverkrummet ryg i skulderområdet.
Dog forekommer det, at de fleste mennesker med tragtbryst ikke oplever fysiske gener. Mange drenge i teenagealderen kontakter en læge, på grund af nedsat selvværd, fordi bugten bliver mere markeret i puberteten.

## Forebyggelse/ forbedring
Der findes ingen måder hvorpå man selv kan forebygge eller forbedre tragtbryst, men man kan med fordel træne sin brystmuskulatur, så tragtbrystet forekommer mindre tydeligt. Det kan være en fordel at træne skuldre, ryg og bryst for at bedre funktion og holdning.

## Behandling
Lægevidenskaben har indtil videre kun en helbredelsesmulighed; operation. For at kvalificere sig til en operation, skal diagnosen som minimum have negative helbredsmæssige konsekvenser. Hvis patienten oplever nedsat selvværd, som følge af diagnosen, vil patienten som udgangspunkt først henvises til en psykolog. Hvis der er grundet mistanke om tragtbryst, kan brystkassen røntgenfotograferes, som kan give information om størrelsen af deformiteten, om organer er påvirket f.eks. forskudt eller hvor sammentrykket lungevævet eventuelt er.
Operationen omhandler et indgreb, kaldet Nuss procedure, som er et indgreb, hvor det undgås at åbne brystkassen. Målet med indgrebet er at opnå bedring af funktionen af hjertet og lungerne og/eller kosmetisk forbedring. Indgrebet medfører, at en stålspærre opereres ind i brystkassen, som presser bugten ud over tid. Stålspærren sidder i 2-3 år, før den fjernes igen. Den ideelle operationsalder er 10-14 år, men voksne kan også opereres og resultaterne af indgrebet rapporteres at være gode.